# Hegedűs 2 László
Hegedűs László, művésznevén Hegedűs 2 László (Nagyhalász, 1950. május 4. –) Munkácsy Mihály-díjas és Balázs Béla-díjas magyar képzőművész, fotóművész, filmrendező.

## Életpályája
Pécsett tanult a Művészeti Gimnáziumban, majd 1970-ben Budapesten elvégezte a Kirakatrendező Iskolát. 1973 és 1986 között a Pannónia Filmstúdióban filmgrafikákat tervezett, animációs filmeket rendezett. 1976-ban befejezetlenül elhagyta az Iparművészeti Főiskolát.
2002-ben Munkácsy-díjat, 2009-ben Balázs Béla-díjat kapott. Tagja három országos vizuális művészeti szervezetnek, a Magyar Képzőművészetek Szövetségének, a Magyar Fotóművészek Szövetségének, a Magyar Filmművészek Szövetségének, a Magyar Filmakadémiának.

## Díjai, elismerései
- Munkácsy Mihály-díj (2002)
- Balázs Béla-díj (2009)
- Deák Dénes-díj (városi díj, 2005)
- Príma fődíj (megyei díj, 2006),
- Nagyhalász díszpolgára (2016).[2]
- A Magyar Érdemrend lovagkeresztje (2025)